# 西藏土地改革运动
西藏土地改革运动是指中华人民共和国中央人民政府对原西藏政府噶厦统治下的西藏地区施行的一系列的土地改革運動。中华人民共和国稱為「西藏民主改革」。1959年第十四世達賴喇嘛由西藏逃往印度後，北京當局推翻原先「延緩共產化的民主改革」承諾，並由此時期開始批評西藏农奴制度，在西藏境內實行「除四舊」和「土地公有制」，並收繳民間武器，控制民間領袖，以防止藏人反抗。雖然1959至1960年間的「大躍進」已造成前所未見的中國大饑荒，但這不影響中共對於少數民族的改革政策，因而讓大饑荒擴展至西藏。

## 背景
1959年3月10日，西藏拉萨爆发武装冲突（中華人民共和國方面称之为“叛乱”，中華民國、西藏流亡政府方面称之为“起义”），中国人民解放军取得胜利，第十四世达赖喇嘛、西藏政府噶厦及其追随者流亡印度。同年3月28日，当时的国务院总理周恩来签署国务院令，宣布解散原西藏政府，由西藏自治区筹备委员会行使西藏政府职权，并在西藏实施土地改革。而噶厦政府人员则在印度达兰萨拉宣布成立西藏流亡政府。
此后数年时间，中華人民共和国在藏区扩大鎮壓。1962年，十世班禅在《七万言书》中提到：“对於大部份可戴可不戴叛乱帽子的，和不少不应戴帽子的好人，都被冤屈地扣上大帽子，逮捕关狱，没收其占有的财物等，同叛乱罪魁一样处理”
西藏流亡政府称，十世班禅在1987年3月28日的人大小组会上发言时谈到：“1958年我在青海听到党内文件上说‘要挑起叛乱、压出叛乱，然后在平叛过程中，彻底解决宗教和民族问题’”，他们认为整个事件是中共以预谋的策略推动的，目的是借机彻底改变西藏社会。

## 历程
1950年代初，中國大陸展開「土地改革運動」，但是當時並沒有在藏區大規模展開。直到1955年初，中共中央對於在少數民族地區的「農業社會主義改造」仍然持謹慎態度。1955年2月25日，中共中央向西藏以外的13個少數民族所在的省、自治區的黨委發出《關於在少數民族地區進行農業社會主義改造問題的指示》，批評在「少數民族地區『硬趕漢區』的急躁冒進的思想和作法」，提醒各地黨委說，由於這種做法，「甚至可能發生群眾性的騷亂」。

1956年解放軍蘭州軍區的圖-4重轟炸機轟炸反抗改革的康區格魯派第一大寺理塘寺

不過，到1955年下半年，中共改變了政策。1955年7月30日，中華人民共和國宣佈撤銷藏人佔多數的西康省，併入四川省。1955年7月31日，毛澤東召開省、市委和自治區黨委書記會議，做了《關於農業合作化問題》的報告，嚴厲批評時任中共中央農村工作部部長鄧子恢主張放緩發展合作化的觀點。兩個月後，中共四川省委向中共中央提交報告，要求在藏、彝族地區開展土改，當年冬天率先在甘孜、阿壩等地開始。青海、四川等藏区实施「民主改革」后，1956年6月，時任青海省副省長的喜饒嘉措在第一屆全國人大第三次會議上發言，建議「在合作化高潮中要注意民族特點」；1957年7月，他再次對中共建言，希望「重視藏族地區特點，慎重進行社會改革」，並提出「試辦藏民牧業合作社更應『寧寬勿緊』」，「減免寺院和喇嘛的農牧業稅」等具體建議，但在席捲全國的「合作化」風潮中，他的建議沒有絲毫影響。中共對藏區的「民主改革」有明確的目標，即「摧毀封建經濟」，收繳民間武器，摧毀寺院，基層建政等。如在進行「牧業合作化」的時候，把比較富裕的牧民擁有的牲畜用贖買的方式放到公私合營牧場，贖買價格低得不合理；牲畜比較少的牧民擁有的牲畜聯合起來成立「合作社」。對於牧民來說，這相當於沒收他們的全部財產。牧民普遍不接受，有些部落反抗，有些部落逃跑，這就被說成「叛亂」，於是中共派軍隊鎮壓。在青海和甘南等地區鎮壓最為慘烈，死的人最多。
西藏自治區1959年后也开始进行「民主改革」。西藏自治區的改革分成兩個階段。第一階段從1959年6月至1960年2月，鎮壓藏人反抗，廢除徭役（在西藏噶廈政府流亡印度後已經無人分派徭役），以及降低地租。第二階段重新分配土地。:247
藏區本來實行的主要政策是「不鬥、不分、不劃階級」，「牧工、牧主兩利」。然而「民主改革」開始後，套用了中國內地土改的做法，每個村莊、每個部落經過「查成分，清查土地，劃成分，批鬥」的階段，按照事先規定的指標劃分地主、牧主、富農、富牧。被劃成地、富的藏人，財產被剝奪，引起社會動盪。
藏區土地改革跟中國內地主要的不同點，是土改和合作化同時進行。分地只是名義上分地，但個人並沒有直接得到土地，而是直接進入了合作社，當時有人叫作『兩步並作一步走』，或者叫『一步登天』。
1965年成立西藏自治區施行「農業合作化（人民公社）」。另一方面，中共政策錯誤強迫藏胞放棄傳統畜牧業與青稞作物，改種不適合西藏高原種植的麥子，導致飢荒，大批藏人淪落四川乞討。中共官方曾總結西藏「四大資源優勢」：全國五大牧區之一、全國最大林區之一、世界屋脊旅遊勝地，礦藏非常豐富。但藏民並未因此受惠，以1980年貢覺縣為例，每人每年糧食僅分配到130斤，每人每年平均收入不足42元。中共所帶來的赤貧大飢荒普遍引起藏人不滿長期抗暴。
改革運動推行後，北京下令將西藏土地、牲畜、器具、財產充公收歸公有，讓中國共產黨及其幹部成為西藏農民、牧民的絕對主人，並限制所有人民住居、工作範圍，對於部份反抗公有化政策的區域，北京也派駐軍警部隊鎮壓其认为的「叛徒、壞分子」，1975年12月西藏土地公有制完成，人民公社總數約兩千個，該「民主改革運動」被北京當局譽為「走向社會主義天堂的金橋樑」。

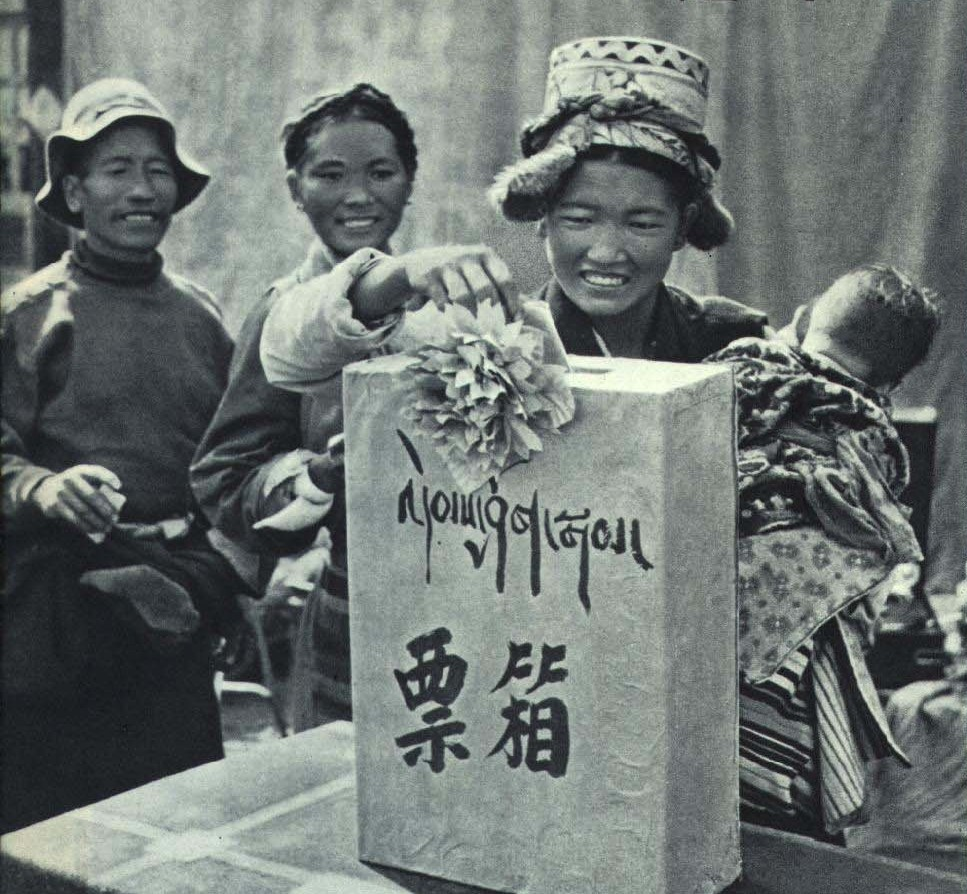
1963年西藏普选

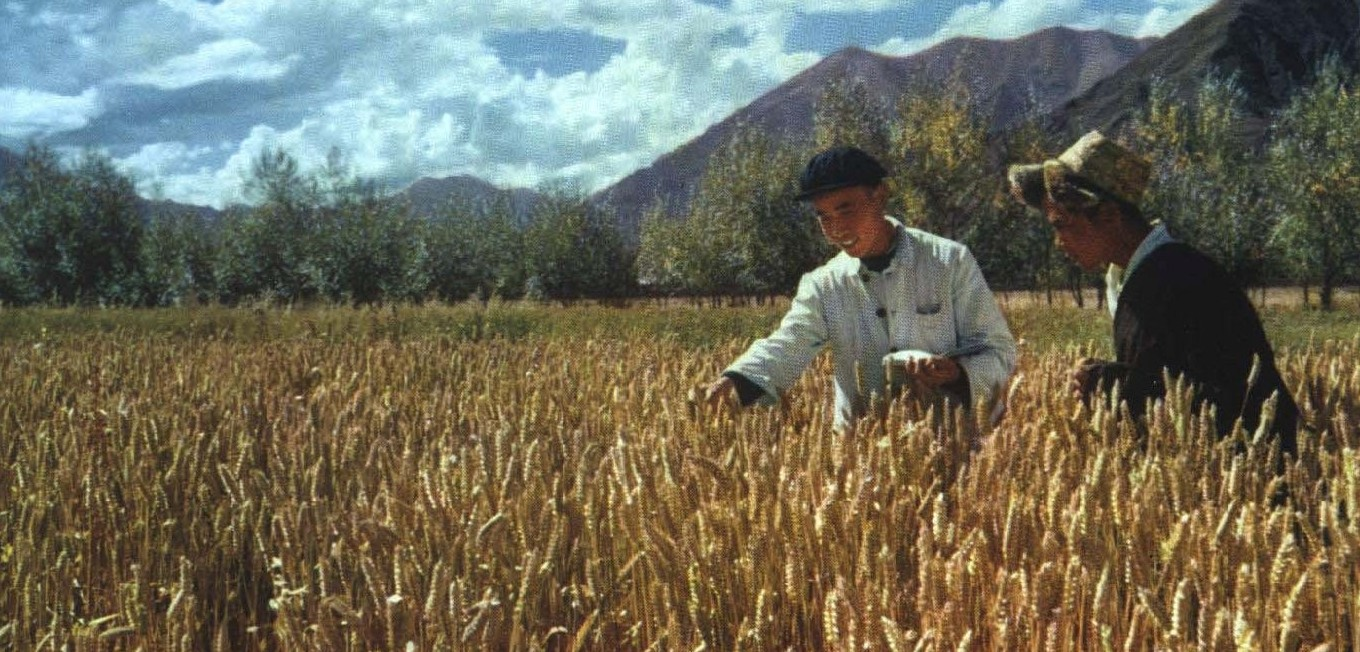
1964年，在科学家帮助下西藏当地进行麦田改良

北京當局強調將階級鬥爭、三大教育運動由中國內地引入西藏，是為了讓西藏農奴經由三大教育運動強化階級對立意識，改善西藏人的世界觀，吸引人民群眾支持社会主义。
西藏土地是由政府、貴族與寺院擁有。土地是寺院收入主要來源，土地改革使藏傳佛教寺院的收入大幅減少，難以養活大量僧侶。:251-253
中華人民共和国国务院2009年发布的《西藏民主改革50年》白皮书表示，中華人民共和国政府在西藏土地改革中没收了地主土地190万亩，（從1300多户手中）赎买90万亩，總共280多万亩。

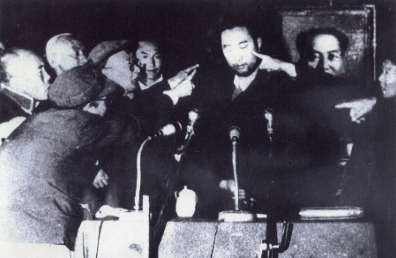
1964年十世班禪被指為「最大的反動農奴主之一」遭公開批鬥

中国大陸的官方通讯社新华社在2009年的相关报道中称，这项改革废除了西藏政教合一的封建农奴制，使当时占西藏人口95%的数百万农奴和奴隶获得了人身自由，分得土地，并享有法律所规定的政治权利。中国大陸的宣传资料普遍称，旧西藏的百万农奴没有基本的人权，“能带走的只有自己的身影，能留下的只有自己的脚印”。废除了封建农奴制的当天，获得土地和牲畜的民众说：“那一天，我们不停地摸着自己分的的牲畜，捧着地里的泥土，满眼泪花，和牲畜一起睡在分到的土地上。”在西藏的人大代表中，少数民族人数比例超过80%。
在十世班禅的《七万言书》中，他写到：“平叛民改後，生活逐渐趋于稳定和好转，不但使所有的人感到非常高兴，同时也成为人们热爱党、热爱祖国、激发革命热情、提高阶级觉悟、努力生产的主要因素。”“宗教问题方面，中央不仅继续给予僧俗群众以宗教信仰自由，并且保护守法的寺庙和教徒。”

## 纪念
2009年1月19日西藏自治区九届人大二次会议通过决议，设立西藏百万农奴解放纪念日，日期定在每年公历3月28日，以纪念民主改革50周年。这个纪念日，被认为是针对流亡藏人于每年3月10日纪念的“西藏人民起义日”而设立的。

## 批评和谴责
第十世班禅额尔德尼在他的《七万言书》中写到：
由于发生了调查不深入、不细致、不符合实情地戴了很多黑帽子，打击面过大等，从而不少不应该没收的家户遭到了没收，中、富农奴如果在行动和言论上稍不加检点，就会立即遭到打击，变成人们轻视和侮辱的对象。……在这种狂风中，把凡是曾经担任过更保、措本、寺庙执事等的大多数人划为领主或领主代理人。
本该把斗争对象本人的证据确凿的罪行仔细明确而认真加以对质，以打垮其威风，但并没有这样做；而是斗争一开始，大喊、怒吼几下，同是拔发揪须，拳打脚踢，拧肉掐肩，推来掀去，有些人还用大钥匙和棍棒加以毒打，致使被鬥者七窍流血，失去知觉而昏倒，四肢断折等，严重受伤，有的甚至在斗争时，当场丧命。
在所谓‘破除迷信’之下，反对宗教此其一；消灭佛像、佛经和佛塔此其二；千方百计地使僧尼还俗此其三。

由于当时粮食缺乏、紧张，缺粮的人民难从别处弄到粮食，致在西藏的一些地方发生了个别人饿死的情况。……过去西藏……不会发生饿死人的情况，我们也从来没听说过饿死人的情况。
1959-1965年间联合国大会共通过3个决议，谴责中華人民共和國当局在西藏的行为，并呼吁中華人民共和国停止对西藏人民人权的侵害。这三个决议分别是：
1959年10月 1353号决议
从《联合国宪章》和《世界人权宣言》确立的基本人权和自由准则出发，呼吁中華人民共和国尊重西藏人民的基本人权及其特殊的文化和宗教生活。
1961年12月 1723号决议
再次从《联合国宪章》和《世界人权宣言》确立的基本人权和自由准则出发，呼吁中華人民共和国停止一切剥夺西藏人民基本人权和自由的行为，包括他们对未来的自决权，并呼吁各成员国能尽自己之力，促使该决议的实现。
1965年12月 2079号决议
再次从《联合国宪章》和《世界人权宣言》确立的基本人权和自由准则出发，谴责在西藏继续发生的严重事件，呼吁中華人民共和国停止一切剥夺西藏人民基本人权和自由的行为，认为中国大陸当局的行为是对西藏人民基本权利和自由的严重侵害及对西藏文化的压迫，加剧了国际局势的紧张和人民之间关系的恶化，并呼吁各成员国努力促使本决议实现。
20世纪后半叶，美国国会、欧洲议会和许多非政府组织都曾多次呼吁中国大陸当局尊重西藏文化并停止对藏人人权的侵害。